# Anisodes recreta
Anisodes recreta är en fjärilsart som beskrevs av Louis Beethoven Prout 1938. Anisodes recreta ingår i släktet Anisodes och familjen mätare. Inga underarter finns listade i Catalogue of Life.